# Krokträsktjärnen (Överkalix socken, Norrbotten)
Krokträsktjärnen är en sjö i Överkalix kommun i Norrbotten och ingår i Kalixälvens huvudavrinningsområde.